# Большой Мёгтыгъёган
Большой Мёгтыгъёган (устар. Большой Мег-Тыг-Ёган) — река в России, протекает по Нижневартовскому району Ханты-Мансийского АО. Слиянием с рекой Малый Мёгтыгъёган образует реку Мёгтыгъёган в 36 км от устья, являясь её левой составляющей. Длина — 255 км, площадь водосборного бассейна — 4170 км².
Высота устья — 58 м над уровнем моря.

## Бассейн
- 38 км: река без названия
- Сосновка
- 55 км: Ай-Колынъёган
  - 5 км: Лукъёган
  - 10 км: Правый Ай-Колынъёган
- 78 км: Колынигол
  - Левый Колынъёган
- 111 км: Эллепигал
- 120 км: Айпигал
- 132 км: Лягойинк
- 151 км: Правый Мёгтыгъёган
  - 16 км: Левый Мёгтыгъёган
  - Велинъёган
  - 35 км: Потымъёган
- 159 км: Рутъёган
- Сацъёган
- 183 км: Кукрыигол
- 204 км: Куйпэтэёган
- 206 км: Люкъёган
- 209 км: Сартъигол
  - 6 км: Вантьёган
  - 8 км: Ульёган
- Питиёган

## Данные водного реестра
По данным государственного водного реестра России относится к Верхнеобскому бассейновому округу, водохозяйственный участок реки — Вах, речной подбассейн реки — бассейн притоков (Верхней) Оби от Васюгана до Ваха. Речной бассейн реки — (Верхняя) Обь до впадения Иртыша.